# Darik's Boot and Nuke
Darik's Boot and Nuke (comumente chamado de DBAN) é um projeto de código aberto hospedado na SourceForge. O programa foi projetado para apagar de forma segura todos os dados de um HD (de forma permanente,irrecuperável). O que é conseguido através da substituição dos dados com números aleatórios gerados por Mersenne twister ou ISAAC. Limpeza rápida (1 passo) , DoD curto (3 passos) , DoD 5220.22-M (7 passos) , RCMP TSSIT OPS-II (8 passos) e o Método Gutmann (35 passos) são as opções que o software oferece para apagar os dados.
DBAN pode ser iniciado a partir de um disquete, CD, DVD ou USB flash drive e é baseado em Linux. Ele suporta PATA (IDE), SCSI e discos rígidos SATA. DBAN pode ser configurado para limpar automaticamente cada disco rígido que ele vê em um sistema, tornando-o muito útil para a destruição de dados autônoma. DBAN existe para Intel x86 e os sistemas PowerPC.
DBAN, como outros métodos de apagamento de dados, é adequado para uso antes da reciclagem de computador para situações pessoais ou comerciais, tais como a doação ou venda de um computador. No caso de infecção por malware, DBAN pode ser usado antes de retornar um disco para a produção.
O projeto DBAN foi parcialmente financiado e apoiado pelo GEEP, uma empresa de reciclagem de aparelhos eletrônicos.

## Bifurcação independente
O programa dwipe que usa DBAN foi bifurcada e está disponível como um programa independente chamado Nwipe.